# Gare de Rochy-Condé
Pour les articles homonymes, voir Gare de Condé (homonymie).
La gare de Rochy-Condé est une gare ferroviaire française de la ligne de Creil à Beauvais, située sur le territoire de la commune de Rochy-Condé, dans le département de l'Oise en région Hauts-de-France.
C'est une halte ferroviaire de la Société nationale des chemins de fer français (SNCF) desservie par des trains TER Hauts-de-France.

## Situation ferroviaire
Établie à 56 m d'altitude, la gare de Rochy-Condé est située au point kilométrique (PK) 80,259 de la ligne de Creil à Beauvais entre les gares de Montreuil-sur-Thérain et de Beauvais. C'est une gare de bifurcation, origine de la ligne de Rochy-Condé à Soissons (partiellement déclassée), néanmoins une activité fret est toujours existante jusqu'à Bresles.

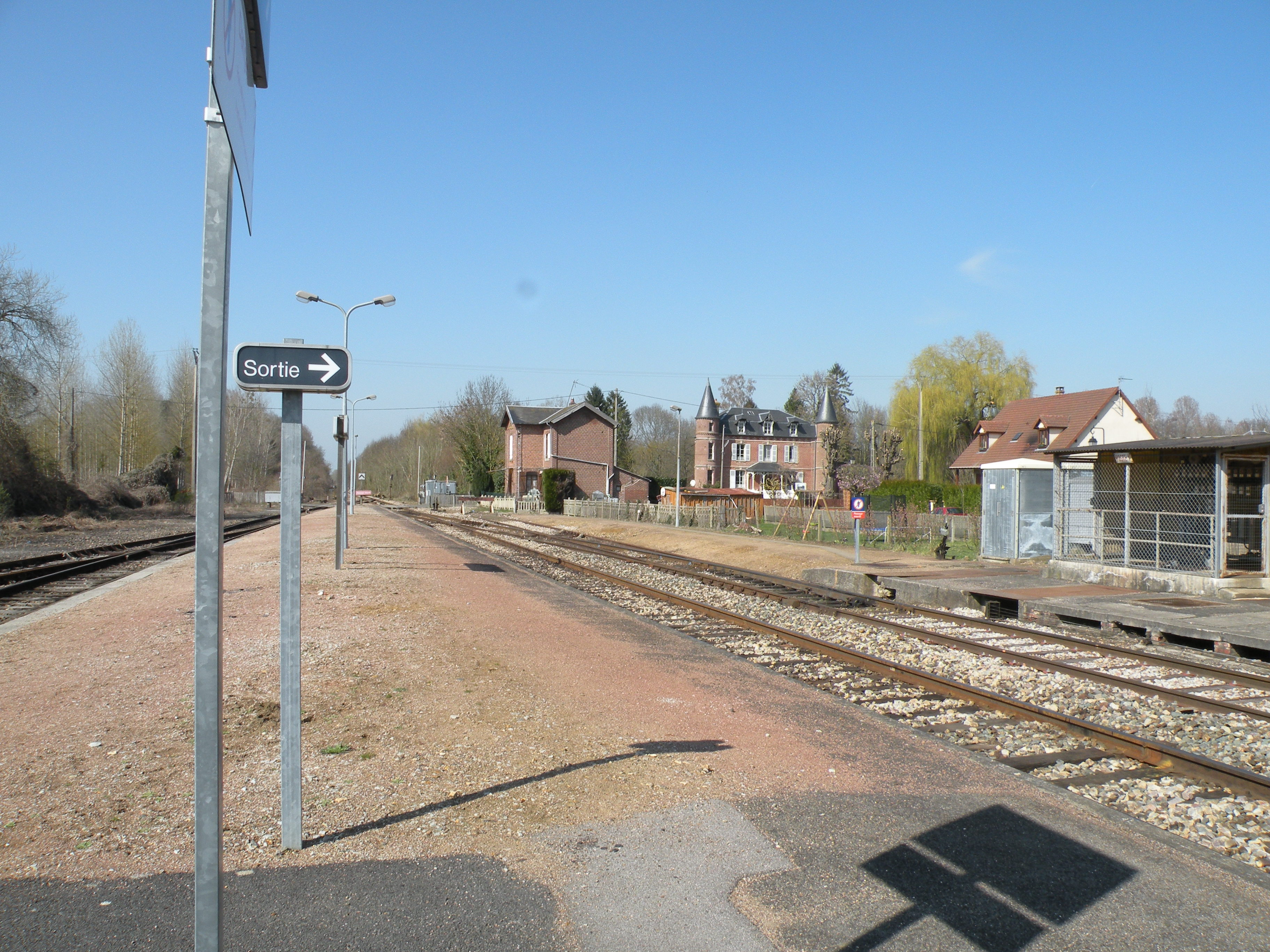
Quais et voies.

## Histoire
C'est à Rochy-Condé que les trains allant de Beauvais à Clermont-de-l'Oise et à Saint-Just-en-Chaussée quittaient la ligne de Creil.

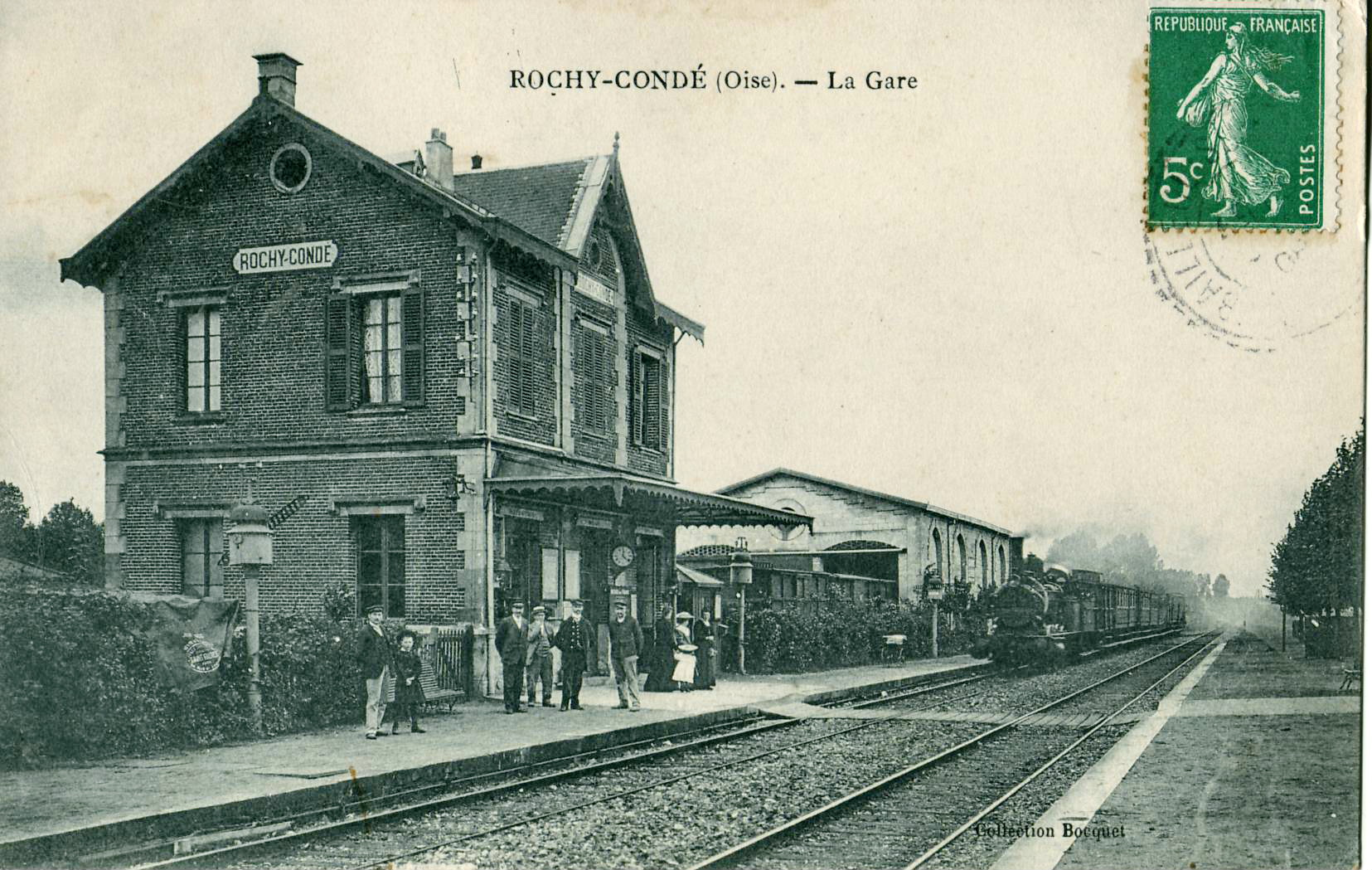
La gare, avant la Première Guerre mondiale

## Service des voyageurs

### Accueil
Halte SNCF, c'est un point d'arrêt non géré (PANG) à accès libre. Néanmoins elle dispose toujours de son bâtiment voyageurs ouvert tous les jours. Elle ne dispose pas de guichet mais d'un automate pour l'achat de titres de transport. Cet automate a été supprimé lors des travaux sur la ligne de 2014-2015  (ajustement des quais aux nouveaux matériels). l'achat des tickets se fait à bord du train ou dans une autre gare S.N.C.F. .
L'accès au quai central se fait par un passage planchéié.

### Desserte
Rochy-Condé est desservie par des trains TER Hauts-de-France qui effectuent des missions entre les gares de Creil, et de Beauvais. En 2009, la fréquentation de la gare était de 17 voyageurs par jour.

### Intermodalité
Le stationnement de véhicules est possible à proximité du bâtiment voyageurs.
La gare est desservie par la ligne à vocation scolaire 522 et le service de transport à la demande Corolis à la demande - Zone Centre (ligne 509) du réseau Corolis.

## Patrimoine ferroviaire
Le bâtiment voyageurs actuel a remplacé le bâtiment d'origine au milieu du XXe siècle[Quand ?].
- Le bâtiment d'origine, attribué à Félix Langlais, était un petit bâtiment d'un seul volume, à étage, de trois travées sous toiture à deux pentes (bâtière) avec un pignon sous bâtière transversale au centre des façades côté quai et côté rue. Il partage des caractéristiques en commun (chaînages harpés, corniches décorées, linteaux droits et bandeaux de pierre) avec les autres bâtiments de gare d'origine de la ligne de Creil à Beauvais mais est plus sobre.